# ハンティング H.126
ハンティング H.126
Hunting H126 at the RAF Museum Cosford
- 用途：実験機
- 製造者：ハンティング
- 運用者：王立航空研究所
- 初飛行：1963年3月26日
- 生産数：1機

ハンティング H.126（Hunting H.126）は、イギリスのハンティング社が英国内では「ジェットフラップ」という名で知られるブラウンフラップの実証試験用に設計/製造した実験機である。1機のみが製作され、ベッドフォード基地の王立航空研究所/空力飛行班で100回に渡る飛行試験が実施された。機体はその後NASAによる風洞実験のためにアメリカ合衆国へ送られ、最終的にはイギリス空軍博物館に収蔵された。

## 設計と開発
この機体は純粋に試験目的で設計されたため、引き込み式降着装置といったような装置は備えていなかった。肩翼配置の主翼には1組のストラットを備えていたが、これは支柱の役割ではなくブラウンフラップで使用する圧縮空気を導くための導管を配したものであった。尾翼はグロスター ジャベリンのものと似た比較的小型の三角形状のT字尾翼で、胴体はハンティング ジェット・プロヴォストと似てはいたが小さな単座のコックピットを持っていた。単発のブリストル・シドレー オーフュース ターボジェットエンジン用の空気吸入口は機体の最先端にあった。ジェットフラップ機構は、高温のエンジン排気の約半分を主翼の後縁に沿った16個のノズルから排出することで実現されており、排気の約10%分は低速時の推力姿勢制御を行うために主翼端の小さなノズルから排出された。これと似た機構は後に同様の目的でホーカー・シドレー ハリアーに使用された。前進用推力は残された僅かなものであったため本機は低速飛行に限定されたが、離陸速度はほとんどの軽飛行機でも困難な僅か32 mph (52 km/h)という値であった。
ハンティング社は1959年に2機分の製造契約を受注した。全面黄色とコックピット前の機首上面を防眩用の艶消し黒で塗装された試作初号機XN714は1963年3月26日に初飛行を行ったが、試作2号機は完成せずにシリアル番号も与えられなかった。1963年から1967年にかけて試験飛行が行われ、1969年には一旦NASAに送られ1970年5月に再び戻ってきた。イギリス空軍から除籍される1972年9月まで倉庫に保管されていた。

## 運用
イギリス
- 王立航空研究所

## 要目
(H.126) Jane's
- 乗員：1名

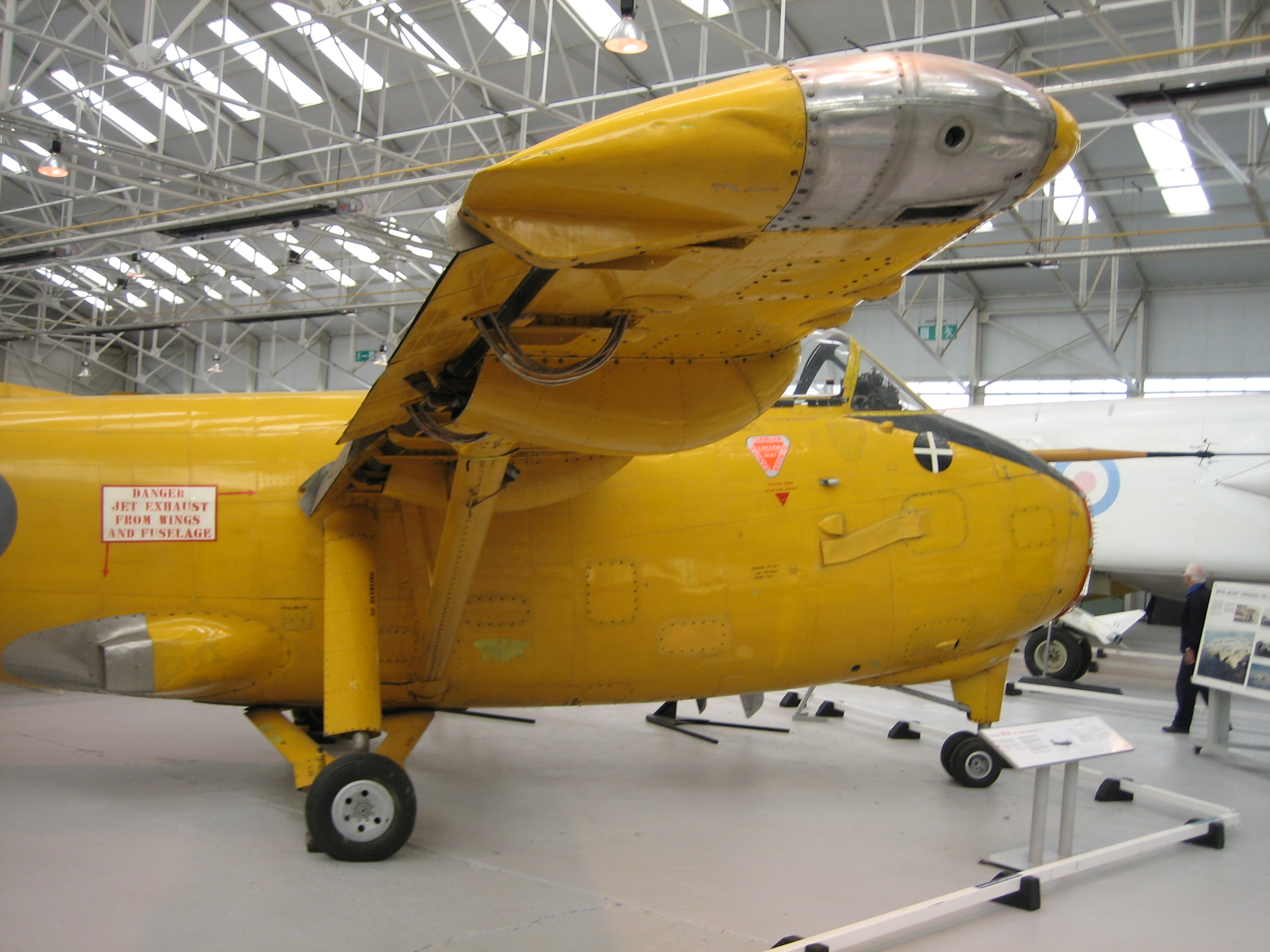
H.126のブラウンフラップ、翼端ノズルと胴体側面の主排気口

- 全長：15.29 m (50 ft 2 in)
- 全幅：13.82 m (45 ft 4 in)
- 全高：4.67 m (15 ft 6 in)
- 翼面積：20.5 m2 (221 ft2)
- 翼型：NACA 4424
- 空虚重量：3,738 kg (8,240 lb)
- 最大離陸重量：4,872 kg (10,740 lb)
- エンジン：1 × ブリストル・シドレー オーフュース BOr.3 Mk.805 ターボジェットエンジン、4,000 lbf (17.83 kN)
- 失速速度：51 km/h (32 mph)
- 航続時間：40分